# Dicranomyia (Caenolimonia) xanthomela
Dicranomyia (Caenolimonia) xanthomela is een tweevleugelige uit de familie steltmuggen (Limoniidae). De soort komt voor in het Neotropisch gebied.